# Perilissus lutescens
Perilissus lutescens là một loài tò vò trong họ Ichneumonidae.